# Tvrdošín
Tvrdošín (deutsch selten Turdoschin; ungarisch Turdossin; polnisch Twardoszyn) ist eine Stadt im Norden der Slowakei mit 8695 Einwohnern (Stand 31. Dezember 2024) und Sitz des Okres Tvrdošín im Žilinský kraj.

## Geographie

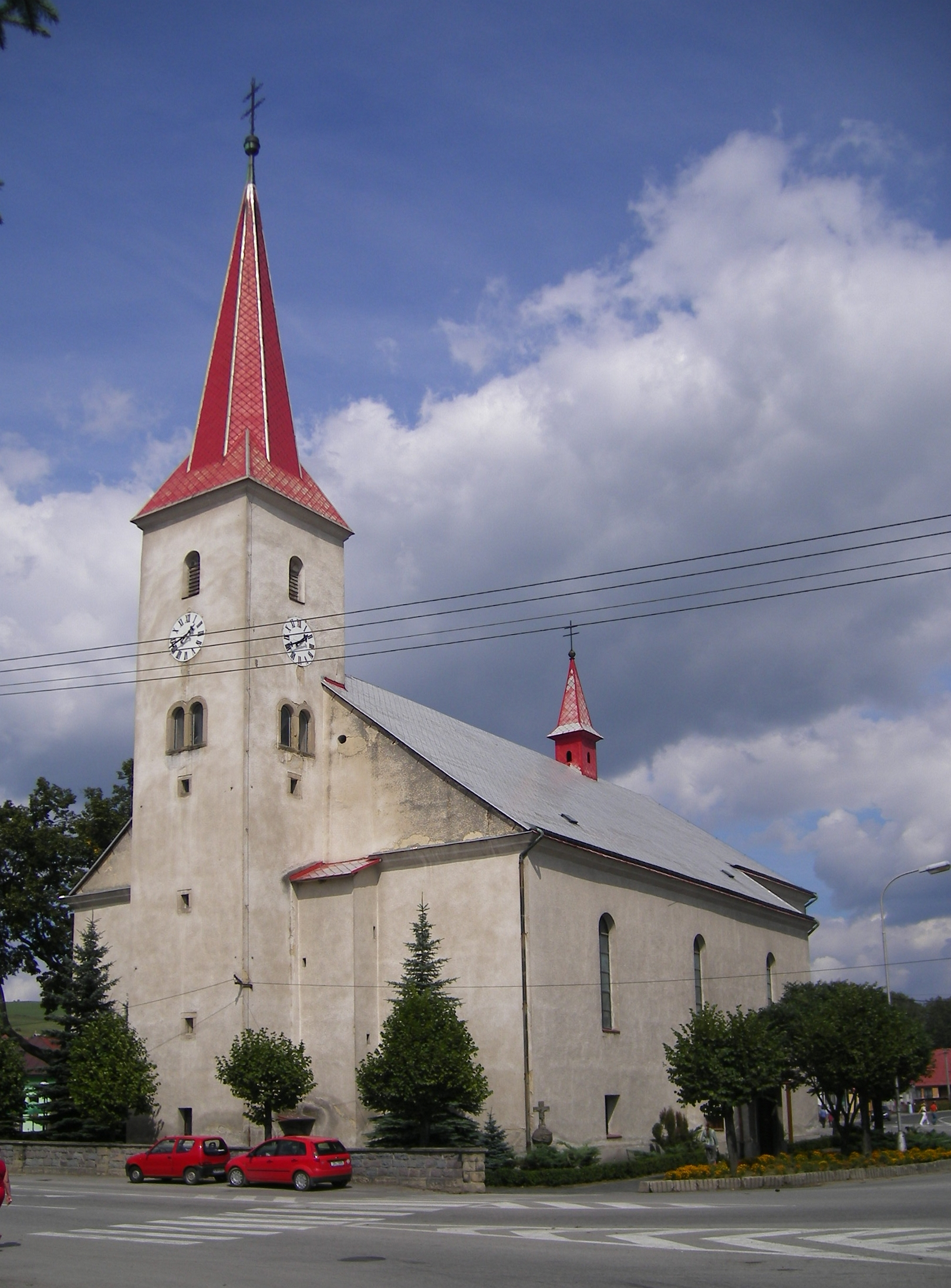
Kirche der Heiligen Dreifaltigkeit im Ort

Die Stadt befindet sich im Nordteil des Berglands Oravská vrchovina am Zusammenfluss der Orava mit der linksseitigen Oravica, unweit der polnischen Grenze. Im Süden übergeht die hügellandartige Landschaft ins Gebirge Skorušinské vrchy, im Westen steigt sie in die Oravská Magura.  Das Stadtzentrum liegt auf einer Höhe von 569 m n.m. und ist 31 Kilometer von Dolný Kubín, 86 Kilometer von Žilina sowie ungefähr 290 Kilometer von Bratislava entfernt (Straßenentfernung).
Sie besteht aus den Stadtteilen Krásna Hôrka (1974 eingemeindet), Medvedzie (1968 eingemeindet) und Tvrdošín. Von der Stadt räumlich getrennt, aber zu ihr gehörig ist die Siedlung Oravice etwa 10 Kilometer weiter östlich.
Nachbargemeinden sind Štefanov nad Oravou im Norden, Trstená im Nordosten, Zábiedovo im Osten, Habovka im Südosten, Oravský Biely Potok im Süden, Nižná im Südwesten und Westen sowie Ťapešovo und Vavrečka im Nordwesten.

## Geschichte
Tvrdošín wurde 1265 zum ersten Mal schriftlich als Tourdosina erwähnt und entstand nahe einer Furt über die Orava. Hier befand sich eine Mautstelle auf dem Handelsweg vom Königreich Ungarn nach Polen. Der Ort lag im Herrschaftsgebiet der Arwaburg, auch wenn er eher mit einer Minderstadt vergleichbar war. 1624 wohnten in Tvrdošín 550 Einwohner, 1640 erhielt es das Recht, drei Jahrmärkte zu veranstalten. Große Schäden erlitt der Ort in der Zeit der Kuruzenaufstände und während der Einfälle der polnisch-litauischen Truppen. Im 18. Jahrhundert blühten Töpferei und Leinenindustrie auf, aus den Handwerken waren nur die Gerber in einer Zunft organisiert. 1778 hatte die Stadt 951 Einwohner und vier Familien des niederen Adels, 1828 zählte man 174 Häuser und 1745 Einwohner.

## Bevölkerung
| Jahr                | 1994 | 2004    | 2014    | 2024    |
| ------------------- | ---- | ------- | ------- | ------- |
| Anzahl der Personen | 9427 | 9453    | 9311    | 8695    |
| Unterschied         |      | +0,27 % | −1,50 % | −6,61 % |

| Jahr                | 2023 | 2024    |
| ------------------- | ---- | ------- |
| Anzahl der Personen | 8760 | 8695    |
| Unterschied         |      | −0,74 % |

Nach der Volkszählung 2011 wohnten in Tvrdošín 9355 Einwohner, davon 9066 Slowaken, 42 Tschechen, 22 Polen, acht Roma, jeweils vier Bulgaren und Ukrainer, jeweils zwei Mährer und Russen sowie jeweils ein Deutscher, Jude, Magyare, Russine und Serbe. 12 Einwohner gaben eine andere Ethnie an und 188 Einwohner machten keine Angabe zur Ethnie.
8136 Einwohner bekannten sich zur römisch-katholischen Kirche, 82 Einwohner zur Evangelischen Kirche A. B., 17 Einwohner zu den Zeugen Jehovas, 15 Einwohner zur griechisch-katholischen Kirche, sieben Einwohner zur orthodoxen Kirche, sechs Einwohner zu den christlichen Gemeinden, zwei Einwohner zu den Baptisten sowie jeweils ein Einwohner zur Bahai-Religion, zu den Mormonen, zu den Siebenten-Tags-Adventisten, zur Brüderbewegung und zur jüdischen Gemeinde. 26 Einwohner bekannten sich zu einer anderen Konfession, 448 Einwohner waren konfessionslos und bei 611 Einwohnern wurde die Konfession nicht ermittelt.

## Bauwerke und Denkmäler

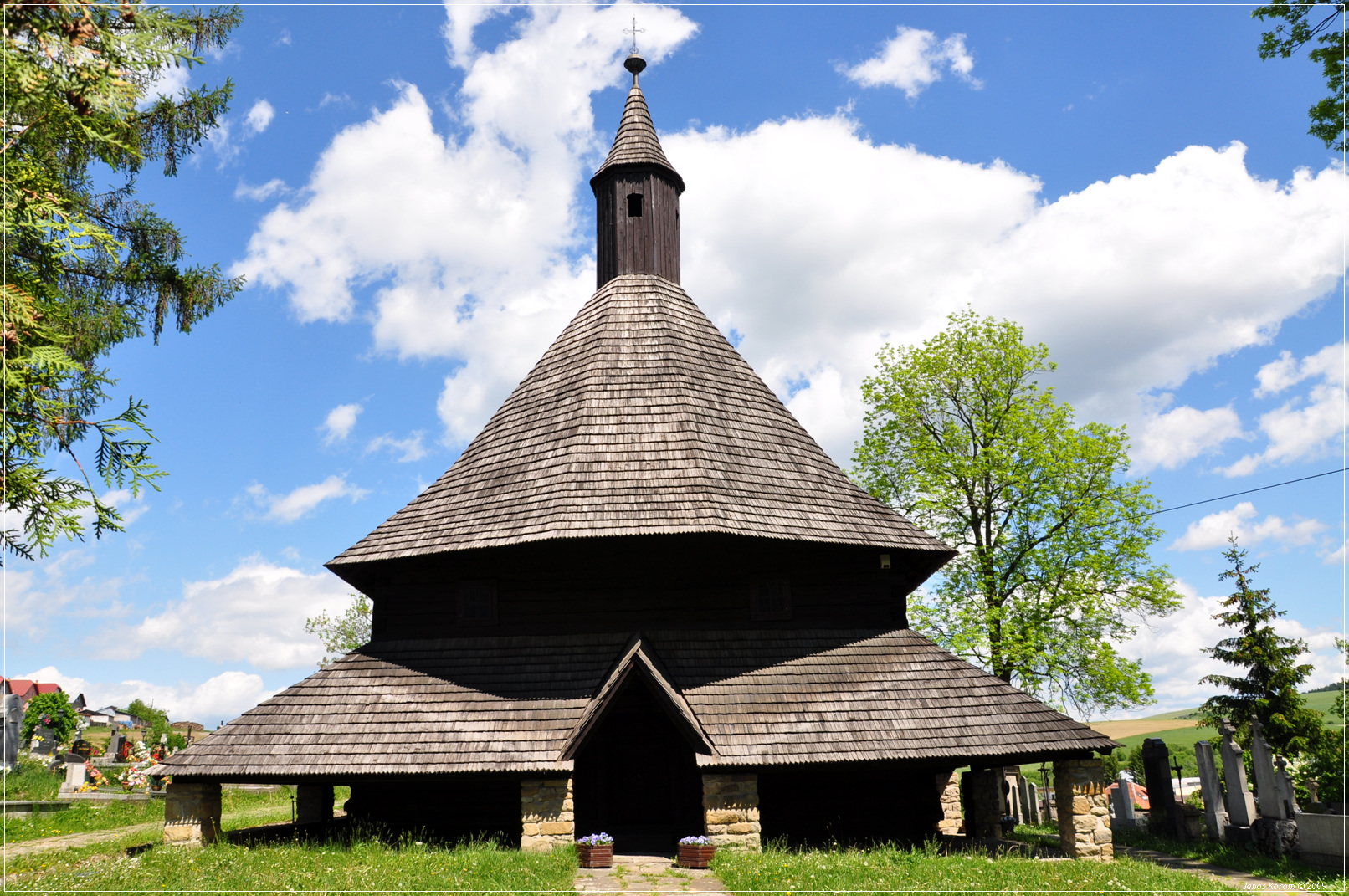
Die Holzkirche von Tvrdošín

Die Stadt besitzt ein UNESCO-Welterbedenkmal: die römisch-katholische Holzkirche Allerheiligen aus der zweiten Hälfte des 15. Jahrhunderts, welche 2008 in die Liste aufgenommen wurde.
Weiter gibt es hier eine römisch-katholische Dreifaltigkeitskirche aus den Jahren 1766 bis 1770 sowie eine Kapelle mit Glockenturm.

## Verkehr
Durch Tvrdošín verläuft die Cesta I. triedy 59 („Straße 1. Ordnung“) zwischen Ružomberok und der polnischen Grenze bei Trstená im Verlauf der E 77. Hier zweigt die Cesta II. triedy 520 („Straße 2. Ordnung“) Richtung Námestovo und weiter Oravská Lesná ab. Eine zweispurige Ortsumgehung im Zuge der Schnellstraße R3 wurde im Juli 2025 fertiggestellt.
Die Stadt hat den Bahnhof Tvrdošín und die Haltestelle Krásna Hôrka an der Bahnstrecke Kraľovany–Suchá Hora.

## Persönlichkeiten

### In Tvrdošín geboren
- Albert Škarvan (1869–1926), Schriftsteller, Übersetzer und Mediziner
- Ignác Gessay (1874–1928), Journalist
- Mária Medvecká (1914–1987), Malerin
- Denisa Ferenčíková (* 1991), Floorballspielerin